# ロマンシア
『ロマンシア』（Romancia）とは、1986年に日本ファルコムから発売されたX1シリーズ用アクションアドベンチャーゲーム。
木屋善夫プロデュースによる『ドラゴンスレイヤーシリーズ』の第3作目であり、サイドビュー方式となっている。開発は日本ファルコムが行い、シナリオは後に『ソーサリアン』（1987年）を手掛けることとなる五十嵐哲也、音楽は阿部隆人と古代祐三が担当している。ゲーム内容は主人公の「ファン・フレディ」を操作し、攫われたロマンシア王国の王女セリナを救出することを目的としている。
同年にPC-9801F以降、PC-8801全シリーズ、MSX、MSX2に移植された他、1987年にはファミリーコンピュータに移植された。PC-8801版は2001年と2006年にWindows用ソフトとしてプロジェクトEGGにて配信された他、MSX版は2007年、MSX2版は2008年にそれぞれ同サービスにて配信された。
発売当初は謎解きの理不尽さや途中でセーブが出来ない仕様なども含めて難易度の高さが話題となった。当時の雑誌広告のキャッチコピーは、「かわいさ余って、難しさ100%」である。後に発売されたファミリーコンピュータ版では、謎やストーリーが分かりやすいようにシナリオやシステムがアレンジされた。
なお、当時の宣伝やパッケージの裏には「20万エリアの広大なマップ」という売り文句が使われていたが、それはPC88シリーズの最小スプライトを1エリアと定義した上で、ゲーム内に存在する全ての画面の「エリア数」を計算したものであり、詐欺同然の宣伝だった。実際の世界の広さは初代スーパーマリオと同程度。

## 概要
サブタイトルは『ドラゴンスレイヤーJr.』と表記されており、最初期の雑誌広告に「『ドラゴンスレイヤー』シリーズ第3弾」と表記されたことを除いて、『ドラゴンスレイヤーIII』であることは、あまり強調されていなかった。グラフィック・プログラム・サウンド全部合わせて1ロードの64キロバイトで作られておりゲーム中には1度もディスクへのアクセスが無い。
本作は「Jr.」と名乗りながら、難易度は非常に高い。パッケージには「こんなのアリか!?」と記され、途中でのセーブも不可能、一度でも間違えると最初からやり直さねばならない罠や、まったくヒントのない謎がある。
「ロマンシア」というタイトルは1735年に発表されたフランスのギヨーム・H・ブージャン（Guillaume Hyacinthe Bougeant）の冒険小説『ファン・フェレディン王子のロマンシアへの驚くべき旅（Voyage merveilleux du prince Fan-Férédin dans la Romancie）』からの引用とされる。ゲーム内の主人公「ファン・フレディ王子」など、いくつかの共通点が見られる。なお、ゲーム発表当時の雑誌広告などでは「ファンフレディ王子のおどろくべき旅」という副題がつけられていた。
元々は実験作でありメインタイトルとする予定は無かったが、フルカラーの横スクロールという基礎部分を折角だからと拡張し、ゲームに仕立てたものが本作である。

## ゲーム内容
パッケージにはニュータイプアドベンチャーゲームと表記されている。基本的には謎解きゲームであり、「アクションアドベンチャーゲーム」に当たる。前述のとおり、セーブ機能は無く、ゲームを途中で中断することはできない（裏技的なコンティニューは存在した）。
プレイヤーのもつパラメータは、以下の通り。
HPヒットポイント。体力。
WPウエポンポイント。剣を投げて遠距離攻撃可能な回数。これが尽きても近距離攻撃は可能。回復は城に帰って行なう。
MPマジックポイント。アイテムを使用できる回数。回復は天国で行なう。
DPディフェンスポイント。これが残っている内はダメージはHPではなくDPで吸収できる。
GPゴールドポイント。所持金。各種パラメータの回復に使用。
KRカルマ。主人公の善人度。謎解きに関わってくるため必要に応じて上下させる必要がある。
その他いくつかのアイテムがあり、本作でも「ドラゴンスレイヤー」という武器が用意されている。

## ストーリー
はるか遠い昔、深遠な森の中に「ロマンシア」と「アゾルバ」という小さな二つの王国があった。双方の国王は兄弟で、平和で静かな日々が続いていた。しかし、ある日、ロマンシアの王女セリナが何者かに連れ去られてしまう。さらに疫病の蔓延、怪物の出現など、王国にさまざまな異変が起こりだす。
そんなころ、旅の途中で偶然ロマンシアにたどり着いた一人の若者がいた…　ファン・フレディ、東方の王国の王子である。

## 登場人物
ファン・フレディ
声 - 浪川大輔（Windows版）
本作の主人公。東方の王国「イルスラン」の第8王子。旅の途中で偶然ロマンシア王国にたどり着いた。
セリナ・レビ・ラウルーラ
声 - 坂本真綾（Windows版）
本作のヒロイン。ロマンシア王国の王女。アゾルバ王国に囚われの身となる。MSX/MSX2版およびWindows版ではセリナ姫を主人公にプレイできるモードが存在する。
ファネッサ三世
ロマンシア国王。セリナの父。アゾルバ国王クリフトは弟にあたる。
クリフト四世
アゾルバ国王。ロマンシア国王ファネッサの弟。邪竜ヴァイデスに心を操られている。
ヴァイデス
300年前に地下に封印された、蛇のように長い体を持つ邪竜。クリフト王を操り、復活を目論む。

## 移植版
| No. | タイトル   | 発売日         | 対応機種                             | 開発元         | 発売元                                     | メディア                                                 | 型式                        | 備考            |
| --- | ---------- | -------------- | ------------------------------------ | -------------- | ------------------------------------------ | -------------------------------------------------------- | --------------------------- | --------------- |
| 1   | ロマンシア | 1986年10月18日 | PC-9801F以降                         | 日本ファルコム | 日本ファルコム                             | 5インチフロッピーディスク U2:3.5インチフロッピーディスク | U2:NHNW11005                |                 |
| 2   | ロマンシア | 1986年10月30日 | PC-8801全シリーズ （PC-8801-11対応） | 日本ファルコム | 日本ファルコム                             | 5インチフロッピーディスク                                | SR:NFNW17004 mkII:NENW12019 |                 |
| 3   | ロマンシア | 1986年12月     | MSX MSX2                             | 日本ファルコム | MSX:日本ファルコム MSX2:パナソフトセンター | 1メガビットロムカセット                                  | MSX:MXNW11001 MSX2:PANA-5   |                 |
| 4   | ロマンシア | 2001年11月24日 | Windows                              | 日本ファルコム | ボーステック                               | ダウンロード （プロジェクトEGG）                         | -                           | PC-8801版の移植 |
| 5   | ロマンシア | 2006年12月28日 | Windows                              | 日本ファルコム | D4エンタープライズ                         | ダウンロード （プロジェクトEGG）                         | 539                         | PC-8801版の移植 |
| 6   | ロマンシア | 2007年12月4日  | Windows                              | 日本ファルコム | D4エンタープライズ                         | ダウンロード （プロジェクトEGG）                         | 676                         | MSX版の移植     |
| 7   | ロマンシア | 2008年5月6日   | Windows                              | 日本ファルコム | D4エンタープライズ                         | ダウンロード （プロジェクトEGG）                         | 697                         | MSX2版の移植    |
| 8   | ロマンシア | 2023年4月18日  | Windows                              | 日本ファルコム | D4エンタープライズ                         | ダウンロード （プロジェクトEGG）                         |                             | X1版の移植      |

プロジェクトEGG配信版。
- PC-88版、MSX版、MSX2、X1版が配信されているが、版権元メーカーの都合上オープニングテーマはカットされている。

## 他機種版
| No. | タイトル                  | 発売日         | 対応機種               | 開発元       | 発売元       | メディア                           | 型式    | 備考 |
| --- | ------------------------- | -------------- | ---------------------- | ------------ | ------------ | ---------------------------------- | ------- | ---- |
| 1   | ロマンシア                | 1987年10月30日 | ファミリーコンピュータ | コンパイル   | 東京書籍     | 1メガビット+64キロRAM ロムカセット | TKS-G2  |      |
| 2   | ロマンシア Another Legend | 1999年12月10日 | Windows                | アンバランス | アンバランス | CD-ROM                             | RALP-32 |      |

ファミリーコンピュータ版
- オリジナル版とは差異が多いバージョン。アクション要素が強めになり、冒険の森からゲーム開始となる。ロマンシア王国到達後もオリジナル版に存在しないいくつかのステージやアイテムが追加されている。

Windows版
- PC-8801版をベースにしたオリジナル版とグラフィックとサウンドを一新したアレンジ版を収録され、フルボイス化されている。アレンジ版では謎解きの答えを随時テキスト表示する機能が存在し、一部アイテムの効果変更、ヴァイデスのデザイン変更等、ゲーム性に影響を与える変更点が多数。クリア後にはセリナ姫モードが解禁さる。

## スタッフ
オリジナル版
- プログラム：木屋善夫、秋葉紀好
- シナリオ：五十嵐哲也
- グラフィック：山根朝郎
- ミュージック：阿部隆人、古代祐三

アレンジ版
- キャラクターデザイン：中嶋敦子

## 評価
ファミリーコンピュータ版
- ゲーム誌『ファミコン通信』の「クロスレビュー」では、4・5・6・4の合計19点（満40点）となっており、レビュアーの意見としては「とにかく難しい」、「アクションゲームで当たり判定が甘いってのは、ちょっぴりツラい」と難易度の高さに関して否定的に評価されている。

- ゲーム誌『ファミリーコンピュータMagazine』の読者投票による「ゲーム通信簿」での評価は以下の通りとなっており、19.66点（満30点）となっている。また、同雑誌1991年5月10日号特別付録の「ファミコンロムカセット オールカタログ」ではパソコン版と比較した上で「マップやトラップ等が変更されており既にクリアした人にも楽しめる」と肯定的なコメントで紹介されている。

| 項目 | キャラクタ | 音楽 | お買得度 | 操作性 | 熱中度 | オリジナリティ | 総合  |
| 得点 | 3.52       | 3.40 | 3.04     | 3.09   | 3.33   | 3.28           | 19.66 |
- ゲームムック『死ぬ前にクリアしたい200の無理ゲー ファミコン&スーファミ』のレビューには「難易度の設定がおかしい。触ってはいけないもの、入ってはいけない場所などが多数存在するが、誰もそのことを教えてくれない。何周もやり直して、トライ&エラーを繰り返し、進めていくしかない」と、セーブ機能が無いことと原因不明の詰みが多数存在することが言及されている。

## 関連作品

### ゲーム
ソーサリアン（1987年12月20日発売）
本作を元にしたシナリオが登場。ファン･フレディ王子も出演。

### 音楽作品
サウンドファンタジーロマンシア（アポロン音楽工業、BY305176、1987年11月21日）
オリジナル音源、オープニング、アレンジバージョン、ソングバージョン（オープニング「夢旅人」、ロマンシア王国「微風のロマンシア」）を収録。

### コミック
描き下ろし単行本で好評だった都築和彦『ザナドゥ―ドラゴンスレイヤー伝説』に続くコミカライズ企画で、『コンプティーク』で連載され、『ロマンシア 浪漫境伝説』のタイトルで1988年に角川書店より単行本として刊行。原作は寺田憲史、漫画は円英智。ゲームの設定を活かしつつも大胆に翻案しており、主人公はゲームで「囚われの姫君」だったセリナ。
『ザナドゥ』は都築が執筆当時、日本ファルコム社員だったことから、退社後に権利関係の問題が生じたが、こちらは角川書店が企画したことから、そのような問題は生じていない。
- 1988年5月15日初版発行、ISBN 4049260042

### ドラマCD
『SOUND MOVIE 浪漫境伝説「ロマンシア」』のタイトルで東芝EMIより発売。上記のコミック版のサウンドドラマと、オリジナルの楽曲で構成される。
- 1991年2月21日発売。品番：TOCT-6013
- 原作・脚本：寺田憲史
- ジャケットイラスト：円英智
- キャスト
  - セリナ：冨永みーな
  - マジシン：三田ゆう子
  - クリフト五世：池田秀一
  - ヴァイデス：屋良有作
  - ガウラ：野沢雅子
  - 大仙人：宮内幸平
  - 爺（育ての親）：松岡文雄
  - ナレーション：田中秀幸
  - 他

#### 挿入歌
「炎のロッド」
作詞 - 寺田憲史 / 作曲・編曲 - 赤坂東児 / 歌 - 冨永みーな
「Selina」
作詞・作曲・編曲・歌 - Brian Peck
「Toy Girl」
作詞・作曲 - 上田真理 / 編曲 - 野口久和 / 歌 - 冨永みーな

### ゲームブック
『アドベンチャーノベルス ロマンシア』のタイトルでJICC出版局より刊行。文芸をファルコムの宮本恒之、 漫画・イラストを星里もちるが担当。
- 1987年8月1日初版発行 ISBN 4880633003